# Eerste Italiaanse Onafhankelijkheidsoorlog
De Eerste Italiaanse Onafhankelijkheidsoorlog werd uitgevochten in 1848 tussen het Koninkrijk Sardinië en het Keizerrijk Oostenrijk. De belangrijkste veldslagen van de oorlog waren die van Custoza en Novara waarin de Oostenrijkers onder leiding van Radetzky erin slaagden de troepen van Piëmont te verslaan.